# Bohus Béla
Bohus Béla (Budapest, 1936. május 10. – Groningen, Hollandia, 2000. szeptember 19.) orvos, neurobiológus.

## Családja
Szülei Bohus Béla (1907–1959) járási főállatorvos és Bencze Ilona (†1954). Felesége 1960-tól Várady Zita fogszabályozási asszisztens. Fia Bohus Béla (1961–) és Bohus András (1967–).

## Iskolái
A pécsi Nagy Lajos Gimnáziumban érettségizett 1954-ben, a Pécsi Orvostudományi Egyetemen általános orvosi oklevelet szerzett 1960-ban, laboratóriumi szakorvosi vizsgát tett 1963-ban, az orvostudományok kandidátusa (1969).

## Életútja
A POTE Élettani Intézet gyakornoka (1959–1962), egyetemi tanársegéde (1962–1966?), egyetemi adjunktusa (1966?–1970). Az Utrechti Egyetem Rudolf Magnus Farmakológiai Intézetének ösztöndíjas vendégkutatója (1965–1966, 1970), letelepedése után az Intézet egyetemi docense (1970–1982). A Groningeni Egyetem Biológiai Kar Állatélettani Intézet tanszékvezető egyetemi tanára (1982–2000); közben a Kar dékánja (1990–1992). 
A hollandiai Mikes Kelemen Kör elnöke. Több hollandiai magyar szervezet vezetőjeként jelentős szerepet játszott a hollandiai, ill. a nyugat-európai szórványmagyarság életében.

## Munkássága
Neuroendokrinológiával, neurofiziológiával foglalkozott, elsősorban a hipofízis–mellékvesekéreg-hormonok központi idegrendszeri hatásainak vizsgálata terén ért el nemzetközileg is jelentős eredményeket. Kutatásaival tisztázta az ún. extrahipotalamikus struktúráknak a kortikoidok visszajelentő mechanizmusában játszott szerepét, valamint értékes eredményeket ért el az ACTH-szerű peptidek tanulási folyamatokban játszott szerepére vonatkozóan. Hollandiában elsősorban a hipofízis elülső- és hátsólebenyhormonok, majd az opioid peptidek hatásait tanulmányozta a viselkedés, a tanulás és a memória folyamataira: e munkássága alapvető jelentőségű egy új tudományterület, a neuropeptid-kutatás megalapozásában.

## Elismerései
Az International Society of Psychoneuroendocrinology elnöke.

## Főbb művei
- Metabolism in vitro of Hydrocortisone in Dog, Cat, Guinea Pig and Rat Liver. Endrőczi Elemérrel. (Acta Physiologica, 1960)
- The Effect of Central Nervous Lesions on Pituitary-adrenocortical Function in the Rat. – Analysis of the Direct Adrenal Action of Neurohypophyseal Hormones. Endrőczi Elemérrel. (Acta Physiologica, 1961)
- Sexual Differences in the Pituitary-adrenal System of the Adult Rat. Lissák Kálmánnal. (Acta Physiologica, 1962)
- Further Data Concerning the Sex Differences of the Pituitary-adrenal System in the Rat. Endrőczi Elemérrel, Lissák Kálmánnal. – Correlation between Avoiding Conditioned Reflex Activity and Pituitary Adrenocortical Function in the Rat. Endrőczi Elemérrel, Lissák Kálmánnal. (Acta Physiologica, 1963)
- Hormonális visszajelentő mechanizmus szerepe az adaptatív hipofízis-mellékvesekéreg és magatartási válasz szabályozásában. Kand. értek. (Bp., 1967)
- Az élő világ szociológiája. (Mérlegen. Irodalmi, történelmi és szociológiai tanulmányok. Utrecht, 1978).

## További irodalom
- In memoriam B. B. tanszékvezető egyetemi tanár. (PTE Orvoskari Hírmondó, 2000).